# International Association for Jazz Education
Die International Association for Jazz Education war eine internationale Vereinigung für Jazzpädagogik, die bis 2009 bestand. Sie veröffentlichte eine Zeitschrift (viermal jährlich) und zwei Newsletters.

## Geschichte
Die International Association for Jazz Education entstand 1989 als Non-Profit-Organisation aus der International Association of Jazz Educators (seit 1971), deren Vorläufer, die National Association of Jazz Education in den Vereinigten Staaten von Amerika 1968 gegründet wurde. Sie organisierte teilweise mehr als 7.000 Pädagogen, Jazzmusiker, Jazzproduzenten und weitere Interessierte aus dreißig Ländern und veranstaltete jährliche Konferenzen, auf denen sich auch zahlreiche Musiker mit Konzertauftritten präsentierten. 2008 musste die International Association for Jazz Education ein Insolvenzverfahren beginnen, in dessen Verlauf sie aufgelöst wurde.

## IAJE Jazz Educators Hall of Fame
Mit der Aufnahme in diese Hall of Fame wurden Persönlichkeiten geehrt, deren musikalische Beiträge und deren Beiträge zur Jazzpädagogik wegweisend für die weltweite  Jazzpädagogik waren.
- 1978 Matt Betton
- 1979 Billy Taylor
- 1980 Stan Kenton
- 1981 Gene Hall
- 1982 David Baker
- 1983 John Roberts
- 1984 Clark Terry
- 1985 Leon Breeden
- 1986 Marian McPartland
- 1987 Lawrence Berk
- 1988 Lionel Hampton, Woody Herman, William Franklin Lee
- 1989 Count Basie, Louis Bellson, Jamey Aebersold
- 1990 Louis Armstrong, Rich Matteson, Clem DeRosa
- 1991 Duke Ellington, Charlie Parker, Ray Wright
- 1992 Benny Carter, J. Richard Dunscomb, Dizzy Gillespie
- 1993 Maynard Ferguson, Max Roach, Herb Wong
- 1994 Jerry Coker, Willis Conover, Willie Thomas
- 1995 Gene Aitken, Doc Severinsen, Ella Fitzgerald
- 1996 Herb Pomeroy
- 1997 Warrick Carter
- 1998 Larry Ridley
- 1999 Robert Curnow, Bunky Green
- 2000 David Liebman
- 2001 Justin DiCioccio, Phil Nimmons
- 2002 Dave Brubeck
- 2003 Dan Haerle
- 2004 Sammy Nestico
- 2005 Bob Morgan
- 2006 Lee Eliot Berk
- 2007 Frank Mantooth